# RAGVAIV
RAGVAIV, o anche RoAranGiVerTurInVio, è un acronimo usato come mnemotecnica per ricordare la sequenza dei sette colori che formano la suddivisione tradizionale dell'arcobaleno in base alle loro iniziali: rosso, arancione, giallo, verde, blu (per semplificare la pronuncia il blu è stato sostituito con azzurro), indaco, violetto.
Molte lingue hanno un equivalente simile, ad esempio in lingua inglese ROYGBIV oppure Roy G. Biv (che mima un finto nome e cognome di persona), o Richard Of York Gave Battle In Vain (Riccardo di York diede battaglia invano), acronimi di red, orange, yellow, green, blue, indigo, violet.